# Коробовская волость
Коробовская волость — волость в составе Егорьевского уезда Рязанской губернии, существовавшая до 1922 года.

## История
Коробовская волость существовала в составе Егорьевского уезда Рязанской губернии. Административным центром волости было село Дмитровский Погост. В 1922 году Егорьевский уезд был включен в состав Московской губернии.
22 июня 1922 года волость была упразднена, селения волости присоединены к Дмитровской волости.

## Состав
На 1885 год в состав Коробовской волости входило 1 село и 24 деревни.
| Вид     | Наименование        | Население, чел. (1858 год) | Население, чел. (1885 год) | Население, чел. (1905 год) |
| ------- | ------------------- | -------------------------- | -------------------------- | -------------------------- |
| село    | Дмитриевский Погост | 62                         | 237                        | 350                        |
| деревня | Коробовская         | 825                        | 1153                       | 1388                       |
| деревня | Кулаковская         | 472                        | 621                        | 772                        |
| деревня | Митинская           | 208                        | 251                        | 256                        |
| деревня | Губино              | 231                        | 260                        | 250                        |
| деревня | Белая               | 309                        | 431                        | 520                        |
| деревня | Наумово             | 222                        | 295                        | 350                        |
| деревня | Федеевская          | 163                        | 297                        | 350                        |
| деревня | Михайловская        | 196                        | 294                        | 332                        |
| деревня | Петряиха            | 206                        | 272                        | 364                        |
| деревня | Денисиха            | 213                        | 354                        | 416                        |
| деревня | Надеино             | 182                        | 309                        | 356                        |
| деревня | Першинская          | 89                         | 178                        | 198                        |
| деревня | Епифановская        | 87                         | 120                        | 170                        |
| деревня | Бундово             | 78                         | 143                        | 162                        |
| деревня | Бекетовская         | 70                         | 97                         | 114                        |
| деревня | Федоровская         | 83                         | 146                        | 166                        |
| деревня | Кузьмино            | 109                        | 121                        | 156                        |
| деревня | Ивановская          | 55                         | 70                         | 94                         |
| деревня | Кашниково           | 118                        | 173                        | 246                        |
| деревня | Пестовская          | 224                        | 326                        | 300                        |
| деревня | Ширяевская          | 124                        | 271                        | 270                        |
| деревня | Емино               | 88                         | 126                        | 220                        |
| деревня | Епихино             | 88                         | 177                        | 128                        |
| деревня | Марковская          | 156                        | 215                        | 280                        |

## Землевладение
Население составляли 43 сельские общины — все бывшие помещичьи крестьяне, кроме трёх общин, которые принадлежали к разряду государственных крестьян. Все общины имели общинную форму землевладения. 20 общин делили землю по ревизским душам, ещё 20 общин делили по работникам или по тяглам, в остальных трёх общинах, состоявших из небольшого числа домохозяев, земля делилась по ровну между дворами. Луга в 14 общинах делились одновременно с пашней, в остальных общинах — ежегодно. Лес в основном делился ежегодно.
Большинство общин арендовали покосы или пастбища у частных владельцев. Домохозяева, имевшие арендную землю, составляли около 64 % всего числа домохозяев волости. Наделы сдавались редко.

## Сельское хозяйство
Земля в волости была посредственная, почва в большинстве общин супесчаная, илистая, местами суглинистая или песчаная. Луга были суходольные или болотистые. Лес больше дровяной, а в 5 общинах его вовсе не было. В некоторых общинах было часть строевого леса. Крестьяне волости сажали рожь, овёс, гречиху и картофель. Овёс сеяли очень редко. Топили в большинстве случаев из собственных лесов.

## Местные и отхожие промыслы
Основным местным промыслом волости было ткание мочальных кульков. Этим занимались преимущественно женщины и дети, а также многие мужчины в зимнее время. Мочалу покупали на Нижегородской ярмарке, а изготовленные мочальные кульки продавали в Москву. В 1885 году имелось 82 плотника, 25 сапожников, 24 торговца, 5 мельников, 4 маслобоя, 4 тележника, 5 кирпичников, 7 портных, 12 мастеровых и пр. Кроме того 58 женщин и 3 мужчин ткали нанку.
Отхожие промыслы были значительны. В 1885 году на заработки уходили 1421 мужчина и 1 женщина. Всего уходило 83 % мужчин рабочего возраста. Большинство из них были плотники — 1330 человек. Из остальных промысловых 32 торговца, 9 приказчиков, 22 ткача, 4 мастеровых, 3 извозчика, остальные чернорабочие и прислуга. На заработки уходили в основном в Московскую губернию, а также во Владимирскую и другие губернии.

## Инфраструктура
В 1885 году в волости имелось 1 водяная и 14 ветряных мельниц, 5 кузниц, 6 крупорушалок, 5 маслобоен, 1 кирпичный завод, 1 синильня, 1 кожевенный завод, 2 оптовых винных склада, 4 трактира, 4 ренсковых погреба, 2 постоялых двора, 2 питейных дома, 4 пекарни 15 разного рода лавок. В селе Дмитриевский погост имелись образцовое двухклассное мужское и одноклассное женское училища.

## Храмы
- Церковь Дмитрия Солунского в селе Дмитриевский Погост